# Hexatoma memnon
Hexatoma memnon är en tvåvingeart som beskrevs av Alexander 1965. Hexatoma memnon ingår i släktet Hexatoma och familjen småharkrankar.
Artens utbredningsområde är Madagaskar. Inga underarter finns listade i Catalogue of Life.